# Makarowo (obwód brzeski)
Makarowo (biał. Макарава, Makarawa) – agromiasteczko położone na Białorusi, w rejonie kamienieckim obwodu brzeskiego. Miejscowość wchodzi w skład sielsowietu Ogrodniki. W czasach II Rzeczypospolitej miejscowość administracyjnie leżała w województwie poleskim, w powiecie brzeskim.
Mieszkańcy wsi są to szczególnie Białorusini wyznania prawosławnego, którzy należą do Parafii Podwyższenia Krzyża Pańskiego w Wysokiem.
Wieś magnacka położona była w końcu XVIII wieku w hrabstwie wysockim w powiecie brzeskolitewskim województwa brzeskolitewskiego.